# Gunjevci
Gunjevci je naseljeno mjesto u sastavu općine Bosanska Dubica, Republika Srpska, BiH.

## Stanovništvo
| Gunjevci           |              |
| godina popisa      | 1991.        |
| Srbi               | 213 (92,61%) |
| Hrvati             | 2 (0,87%)    |
| Muslimani          | 0            |
| Jugoslaveni        | 10 (4,35%)   |
| ostali i nepoznato | 5 (2,17%)    |
| ukupno             | 230          |